# Taylor Ward
Joseph Taylor Ward (Dayton, Ohio, 14 de diciembre de 1993), más conocido como Taylor Ward, es un jugador profesional estadounidense de béisbol que se desempeña en la posición de jardinero izquierdo en Los Angeles Angels, equipo de las Grandes Ligas de Béisbol (MLB).

## Carrera
En 2018, Ward hizo su debut en la MLB con el equipo Los Angeles Angels, donde lleva jugando siete temporadas.